# Micrambe mediterranica
Micrambe mediterranica là một loài bọ cánh cứng trong họ Cryptophagidae. Loài này được Otero, Johnson & Mifsud miêu tả khoa học năm 2001.